# Motmot d'Équateur
Momotus aequatorialis
Espèce
Statut de conservation UICN

 LC  : Préoccupation mineure
Le Motmot d'Équateur (Momotus aequatorialis) est une espèce d'oiseau de la famille des Momotidae.

## Liste des sous-espèces
- Momotus aequatorialis aequatorialis Gould, 1858
- Momotus aequatorialis chlorolaemus Berlepsch & Stolzmann, 1902